# フリーター

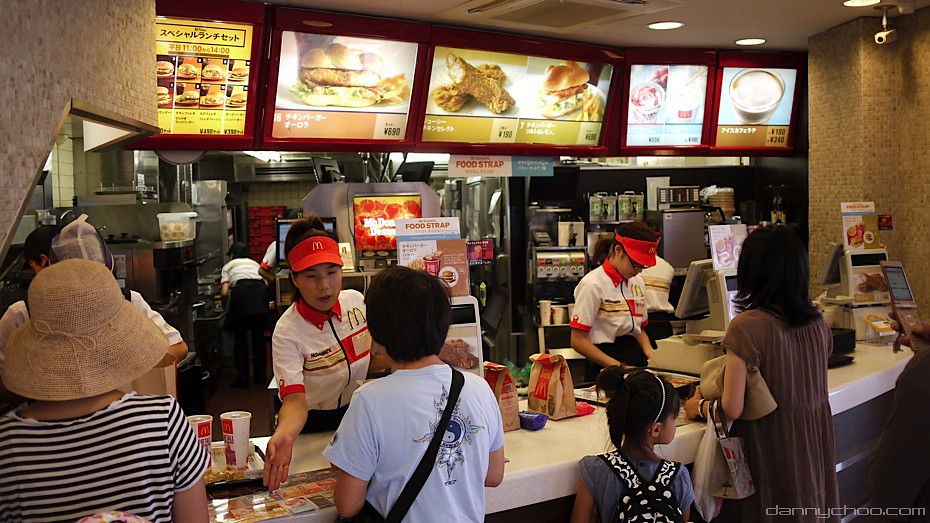
東京のサービスワーカー（ハンバーガー店・マクドナルド）

フリーターとは、「フリー・アルバイター」の略称である。日本の年齢15歳から34歳の若者（学生は含まれない）のうち、正社員・正職員以外の就労雇用形態（契約社員・契約職員・派遣社員（登録型派遣）・アルバイト・パートタイマーなどの非正規雇用あるいは日雇い）で生計を立てている人（労働力人口）を指す。英語圏では「パーマネント・パートタイマー（英: permanent part-timer、恒久的な部分時間労働者）」と呼ぶことが多い。「フリーター」は、FromA初代編集長の道下勝男が作った言葉である。
労働政策研究・研修機構は、フリーターを以下のタイプに分類している。
- ステップアップ型 - つきたい仕事への勉強・準備・修業期間として、特定のゴールを持っている。
- モラトリアム型 - 人生を楽しみたいと考えており、正社員登用を意図的に忌避し、職場のラットレースに参加しないことを選択している。
- 夢追求型 - 仕事以外にやりたいことがある（副業）。
- やむを得ず型 - 正規雇用を志向しながら、それが得られなかった（不完全雇用）。新卒一括採用にて取り残された人々。

当初はポジティブな意味合いであったが、1990年代に日本のバブル経済が崩壊によって景気後退が起こった後には、この用語はネガティブなものに変わっていった。後にフリーターは社会への負担と見なされていくようになる。

## 定義
当初、この言葉には明確な定義は存在しておらず、雇用形態がアルバイトであることや、義務教育課程修了後の10代後半～30代ぐらいの若者であることなどが、大まかなイメージとしてあるにすぎないものであった。その後、各省庁は実態調査のために以下のような定義を設けた。しかし、各所で使用される「フリーター」という言葉は、依然として曖昧なままである。
|          | 内閣府 国民生活白書（2003年) | 厚生労働省 労働経済白書 (2003年) |
| -------- | --- | --- |
| 定義     | 15～34歳の若年者（学生と主婦を除く）であり、以下いずれかの者 - パート・アルバイト（派遣等を含む）として雇用されている人 - 働く意志のある無職の人（失業者および就業可能非求職者） | 15～34歳の卒業者（女性については未婚者のみ）であり、以下いずれかの者 - 勤め先における呼称が「アルバイト、パート」である雇用者 - 無業者のうち、家事も通学もしておらず、「アルバイト、パート」の仕事を希望する者（失業者） |
| 該当人数 | 417万人 （2001年） | 209万人 （2002年） |

労働基準法などでは、正規雇用・非正規雇用などの区分はなく、単に労働者（被雇用者）となる。フリーターと近似した労働者を定義している法律としては、短時間労働者の雇用管理の改善等に関する法律（パートタイム労働法）がある。

### 相違点
総務省統計局「労働力調査」詳細集計（2018年以降）の就業状態の分類
|        |        |        |        |        |        |            |            |            |            |            |            |        |        |        |        | 15歳以上人口 |            |            |            |                |                |                |                |                  |                  |                  |                  |                  |                  |        |        |        |        |  |  |  |  |  |  |  |  |  |  |  |  |  |  |  |  |  |  |  |  |
|        |        |        |        |        |        |            |            |            |            |            |            |        |        |        |        |              |            |            |            |                |                |                |                |                  |                  |                  |                  |                  |                  |        |        |        |        |  |  |  |  |  |  |  |  |  |  |  |  |  |  |  |  |  |  |  |  |
|        |        |        |        |        |        |            |            |            |            |            |            |        |        |        |        |              |            |            |            |                |                |                |                |                  |                  |                  |                  |                  |                  |        |        |        |        |  |  |  |  |  |  |  |  |  |  |  |  |  |  |  |  |  |  |  |  |
|        |        |        |        |        |        | 労働力人口 | 労働力人口 | 労働力人口 | 労働力人口 | 労働力人口 | 労働力人口 |        |        |        |        |              |            |            |            |                |                |                |                | 非労働力人口     | 非労働力人口     | 非労働力人口     | 非労働力人口     | 非労働力人口     | 非労働力人口     |        |        |        |        |  |  |  |  |  |  |  |  |  |  |  |  |  |  |  |  |  |  |  |  |
|        |        |        |        |        |        | 労働力人口 | 労働力人口 | 労働力人口 | 労働力人口 | 労働力人口 | 労働力人口 |        |        |        |        |              |            |            |            |                |                |                |                | 非労働力人口     | 非労働力人口     | 非労働力人口     | 非労働力人口     | 非労働力人口     | 非労働力人口     |        |        |        |        |  |  |  |  |  |  |  |  |  |  |  |  |  |  |  |  |  |  |  |  |
|        |        |        |        |        |        |            |            |            |            |            |            |        |        |        |        |              |            |            |            |                |                |                |                |                  |                  |                  |                  |                  |                  |        |        |        |        |  |  |  |  |  |  |  |  |  |  |  |  |  |  |  |  |  |  |  |  |
|        |        | 就業者 | 就業者 | 就業者 | 就業者 | 就業者     | 就業者     |            |            | 失業者     | 失業者     | 失業者 | 失業者 | 失業者 | 失業者 |              |            |            |            | 潜在労働力人口 | 潜在労働力人口 | 潜在労働力人口 | 潜在労働力人口 | 潜在労働力人口   | 潜在労働力人口   |                  |                  | その他           | その他           | その他 | その他 | その他 | その他 |  |  |  |  |  |  |  |  |  |  |  |  |  |  |  |  |  |  |  |  |
|        |        | 就業者 | 就業者 | 就業者 | 就業者 | 就業者     | 就業者     |            |            | 失業者     | 失業者     | 失業者 | 失業者 | 失業者 | 失業者 |              |            |            |            | 潜在労働力人口 | 潜在労働力人口 | 潜在労働力人口 | 潜在労働力人口 | 潜在労働力人口   | 潜在労働力人口   |                  |                  | その他           | その他           | その他 | その他 | その他 | その他 |  |  |  |  |  |  |  |  |  |  |  |  |  |  |  |  |  |  |  |  |
|        |        |        |        |        |        |            |            |            |            |            |            |        |        |        |        |              |            |            |            |                |                |                |                |                  |                  |                  |                  |                  |                  |        |        |        |        |  |  |  |  |  |  |  |  |  |  |  |  |  |  |  |  |  |  |  |  |
| 従業者 | 従業者 | 従業者 | 従業者 | 従業者 | 従業者 |            |            | 休業者     | 休業者     | 休業者     | 休業者     | 休業者 | 休業者 |        |        | 拡張求職者   | 拡張求職者 | 拡張求職者 | 拡張求職者 | 拡張求職者     | 拡張求職者     |                |                | 就業可能非求職者 | 就業可能非求職者 | 就業可能非求職者 | 就業可能非求職者 | 就業可能非求職者 | 就業可能非求職者 |        |        |        |        |  |  |  |  |  |  |  |  |  |  |  |  |  |  |  |  |  |  |  |  |

無職との相違点
無職とは「無職業」の略称であり、職業が定まっていない状態を示す。それに対しフリーターは、アルバイト等に従業しており、以下のいずれかの要件を満たしていれば、それが職業とみなされる。
1. 毎日・毎週・毎月等の周期を持って行われている。
2. 季節的に行われている。
3. 明瞭な周期を持たないが続けて行われている。
4. 現に従事している仕事を引き続きそのまま行う意志と可能性がある。

なお、フリーターとは就労形態を指す用語であり、職業の区分としては誤用になる。
ニートとの相違点
フリーターが非正規雇用という形態ではあっても労働はしているのに対し、ニートは労働すらしていないという大きな相違がある。ただしフリーターでも「働いておらず、かつ仕事を探していないが（非労働力人口）、働く意思のある人」（就業意欲喪失者）は、「ニート状態にあるフリーター」に含まれる。

## 語源
語源は
1. 英語のフリー free（「時間の自由な」という意味の略）
2. ドイツ語で労働を意味するアルバイト Arbeit。当初は大学生のパートタイム労働を意味していた。
3. 「～する人」という意味の英語 er、または同じ意味のドイツ語 er

の3つをつなげた和製の造語（フリー・アルバイターの略称）である。
1985年（昭和60年）頃から音楽分野で散見されていた「フリーアルバイター」という言葉は、翌1986年（昭和61年）3月31日、朝日新聞に「フリーアルバイター」という造語が紹介されたのを機に各新聞社が取り上げ全国的に流行語となっていく。
1987年（昭和62年）にリクルート社のアルバイト情報誌「フロムエー」の編集長道下裕史が、新聞・雑誌・テレビなどでも頻繁に使われていたフリーアルバイターをフリーターと略し、映画『フリーター』を制作し公開した。当初は、フロムエーにフリーアルバイターというカテゴリが設けられていたが、フリーターという言葉のほうが言い回しが良く定着した。
1991年（平成3年）、フリーター（フリー・アルバイターの略）の見出しで広辞苑（第4版）に記載された。

## 歴史

日本の失業率（男女別、年齢別）。15-24歳の細線が若年失業者にあたる。

### バブル期フリーターの小発生
1980年代後半のバブル景気中、コンビニエンスストアや     飲食店等のチェーン店の発達や建設ラッシュに伴う建設業界の人手不足によって、それまではマイナーな雇用形態であったアルバイトの求人が急増し始めた。アルバイトマガジンが発行され、若者の間でアルバイトが身近なものとなった。空前の好景気が要因となり高給のアルバイト求人が急増し、就職せずとも生計を立てる事すら可能なほどだった。また、景気が良好であったため、正規就職の意志があれば比較的簡単に就職が可能な時代でもあったので、人生設計上の問題も生じなかった。こうして、各人の都合による時間帯に労働をすることができる“新しい雇用形態”として、学生のみならず一部の社会人の間でも重宝された。
また、1986年（昭和61年）7月1日に労働者派遣法（通訳、航空機操縦士、プログラマーなど専門技術を持つ者のみ対象）が施行されると、一つの会社に所属するのではなく、不特定多数の会社と契約を締結して労働をするというフリーエージェントのような生活をする若者が発生した。
これが当初のフリーターの発生経緯であり、初めの頃のフリーターは“不安定な雇用”ではなかった。フリーターの状況が一変したのは、アルバイトの賃金が急速に落ち込んだバブル崩壊後である。

### 氷河期フリーターの大発生
バブル経済が崩壊すると、アルバイトの賃金は急落し、同時に大多数の企業が正社員の雇用自体も抑制し始めた。1993年（平成5年）以降、新卒の求人倍率は低下し、企業側の新卒を厳選する態度は厳しくなった。そのため、新卒の求人倍率が一倍以上に保たれていながら、学生たちは「数十社回って内定が一つ取れるか取れないか」という状況へと陥った。いわゆる「就職氷河期」の到来である。2000年～2005年の超氷河期と呼ばれた時期は過酷さを極め、大学卒業者ですら、半数近くが就職すらできないという状態であった。
さらに、2001年から文部科学省が公務員浪人同様新卒就職希望者から外しても良いという通達が出され、ニート扱いする企業が増えるようになった状況などから、求人応募そのものを拒否する企業も増えた上、ハローワークの中途採用枠も、求職者数（就職希望者）に対して求人数（雇用口）が半分近く不足状況であったため、新卒の段階で就職できなかった者の何割かは、たとえニート扱いされてもフリーターになる以外に選択肢のない状況へと追いやられた（不完全雇用）。これが後に深刻な社会問題となる“氷河期フリーター”の発生経緯である。

## フリーターに対する調査
サンプル調査による、フリーターになった理由やきっかけは以下の通り。
|              | 夢追求型 | モラトリアム型 | やむを得ず型 | ステップアップ型 | Ｎ（母集団数） |
| ------------ | -------- | -------------- | ------------ | ---------------- | -------------- |
| 25-29歳 男性 | 12.0%    | 24.8%          | 34.6%        | 28.6%            | 133            |
| 30-34歳 男性 | 19.8%    | 32.7%          | 21.6%        | 25.9%            | 162            |
| 25-29歳 女性 | 14.8%    | 23.7%          | 34.7%        | 26.7%            | 236            |
| 30-34歳 女性 | 14.9%    | 16.8%          | 44.6%        | 23.8%            | 303            |
| 合計         | 15.3%    | 23.1%          | 35.7%        | 25.8%            | 834            |

### 内閣府
内閣府の2006年の『平成18年度国民生活白書』の見解でも、「企業側の要因がフリーター増加に大きな影響を及ぼしている」とされる。
企業はバブル崩壊後の景気低迷期に、正社員の採用を抑制し、労働力を非正規雇用に転換することによって人件費削減を図った。また、正社員についても、新卒よりも訓練する必要が無く、即戦力となる中途採用を増やす動きがあった。
ほかには大学等学校が進路指導等の就職支援のフォローが十分でないことも指摘されている。

### マスメディア
上記白書の分析以外では若者の意識も変化しているという意見がある。若者がフリーターとなる動機として「希望する就職先に決まらなければ、就職しなくともよい」「他にやりたいことがあるから」といったものや「自分に合う仕事を見つけるためにフリーターになった」というものがある。
しかし、フリーターらによって組織された氷河期世代ユニオン等の団体や著名な支援者らはそのような主張は行っておらず、彼らが論じているのは、前述の平成18年度国民生活白書で指摘されている問題である。
また、フリーターのイメージはマスメディア内でも変遷があり、（1）新しいライフスタイルを示す言葉、（2）正規雇用の雇用を守るために切り捨てられる存在、（3）定職に就く意識や就業意欲に欠ける存在、（4）社会に損失を与える可能性のある存在、（5）フリーターの一部がニートとして扱われると徐々に変化している。

## 不完全雇用として

日本における不本意非正規雇用労働者の割合・人数の推移

バブル期フリーターと氷河期フリーターの最大の違いは、前者は「自ら就職を拒否してフリーターを選んだ」のに対し、後者は「就職を希望しながら、やむを得ずフリーターにならざるを得なかった（不完全雇用）」という点である。

### フリーターが就職で不利になる理由とは

#### フリーターへの偏見
2010年代の日本の企業において、人事や面接を担当する者は、多くの場合、バブル経済全勢の恵まれた時期にさほどの苦労もなく就職できた中高年世代や、現役で就職をした（挫折経験がない）者たちである。彼らは一般に「フリーター=“バブル期のフリーター”」「“学生時代に就職活動をしていなかった”」などとイメージしており、フリーターに対する偏見が強く、フリーター経験のある者を社会からの逸脱者として「好きでなった」「長続きしない」「問題を起こす」などと決め付けて、マイナス評価する傾向が強い。
事実、厚生労働省が発表した2004年の「雇用管理調査」では、フリーター経験をプラス評価する企業は3.6%に過ぎず、逆にマイナス評価する企業は30.3%である事が分かっている。

#### 有り付ける求人の少なさ
上記の理由より、フリーターが就職可能な職種・業種といえば、その多数が職歴を問題としない人手不足の求人（営業職、鉄骨組み、零細の土建、IT土方、地方の配達業・運送業、掃除夫（清掃員）、中小の警備会社、チェーン店の店員、苺農園など）に限られる。しかし、これらの求人は終身雇用の保証はなく、低所得かつ雇用状況も不安定であるため（零細の土建や地方の配達業などは大手の下請けであるため、常に仕事を確保できる訳ではない）、同一世帯員を有し家族を扶養し続けることは困難である。
離職率の高さに加え、失業率も高く、就職しても数年後にはフリーターに戻ってしまうか、あるいは同レベルの求人を転々とせざるを得ない。
ゆえに、氷河期フリーターは、生活のためにフリーター生活を継続するか、たとえ生活が苦しくなろうとも低所得の正規職に就くか、その双方を転々とするかのいずれかを余儀なくされている。
事実、中期氷河期世代に当たる1975年生まれ世代の“正社員”の平均年収は、三菱総合研究所の調査では「300万円」である事が判明している。
また、2008年に行われた兵庫県内の労組調査でも、兵庫県内の正社員を含む若年層の若者の4割が年収200万以下であることが分かっている。これらの数字は、就職氷河期出身者は“正社員”でも、非正社員と大差の無い雇用状況に置かれている事を示している。

### フリーターと労働者派遣制度
1997年、アジア通貨危機（金融危機）の煽りを受けて日本は大不況に突入し、大量の失業者が発生した。新卒市場も超氷河期に突入し、2000年〜2005年の大卒の就職率は著しく低下した。参考に2004年の就職率は55.8%（男性：53.1%、女性：59.7%）。
職業安定所の中途市場の求人数も、求職者数に対して4割不足していたが為に、フリーターやニートにならざるを得ない若年者が大発生した。
1999年、中高年の失業者と就職難の若年者の受け皿として労働者派遣事業が一般に解禁されると、派遣労働者として生きるフリーターが急増し始めた。

### フリーターの受け皿として注目される職業
農業と介護は深刻な人手不足に悩まされており、フリーターを受け入れようとする動きが活発になっている。
介護は資格が必要である上に、その収入は非正規労働者と同レベルである為、現段階では雇用対策の役に立っているとは言い難い状況である。
一方、農業分野では資格も職歴も問われないため、フリーターの間で注目されつつある、との見方もあるが、会社勤めとは勝手が異なる労働環境に慣れずに離職する者も多く、低所得・重労働・労災多発などのデメリットも伴う為、はたしてフリーターの受け皿に成りえるかどうか、疑問が呈されている。

## 実態に関する統計データ

### フリーター推移
| 年                    | フリーター（万人） | フリーター（万人） | フリーター（万人） | 当該年齢階級人口 に占めるフリーターの割合 | 当該年齢階級人口 に占めるフリーターの割合 | 当該年齢階級人口 に占めるフリーターの割合 |
| --------------------- | ------------------ | ------------------ | ------------------ | ----------------------------------------- | ----------------------------------------- | ----------------------------------------- |
| 年                    | 15～24歳           | 25～34歳           | 合計               | 15～34歳                                  | 15～24歳                                  | 25～34歳                                  |
| 2002（平成14）        | 117                | 91                 | 208                | 6.1                                       | 7.7                                       | 4.8                                       |
| 2003（平成15）        | 119                | 98                 | 217                | 6.5                                       | 8.0                                       | 5.2                                       |
| 2004（平成16）        | 115                | 99                 | 214                | 6.5                                       | 7.9                                       | 5.3                                       |
| 2005（平成17）        | 104                | 97                 | 201                | 6.2                                       | 7.4                                       | 5.3                                       |
| 2006（平成18）        | 95                 | 92                 | 187                | 5.9                                       | 6.9                                       | 5.1                                       |
| 2007（平成19）        | 89                 | 92                 | 181                | 5.9                                       | 6.6                                       | 5.3                                       |
| 2008（平成20）        | 83                 | 88                 | 171                | 5.7                                       | 6.3                                       | 5.3                                       |
| 2009（平成21）        | 85                 | 92                 | 177                | 6.1                                       | 6.6                                       | 5.7                                       |
| 2010（平成22）        | 84                 | 98                 | 182                | 6.4                                       | 6.6                                       | 6.2                                       |
| 2011（平成23）        | 86                 | 98                 | 184                | 6.6                                       | 6.9                                       | 6.4                                       |
| 2012（平成24）        | 77                 | 103                | 180                | 6.6                                       | 6.3                                       | 6.9                                       |
| 2013（平成25）        | 80                 | 102                | 182                | 6.8                                       | 6.6                                       | 7.0                                       |
| 2014（平成26）        | 73                 | 105                | 178                | 6.8                                       | 6.0                                       | 7.4                                       |
| 2015（平成27）        | 70                 | 96                 | 166                | 6.4                                       | 5.8                                       | 6.9                                       |
| 2016（平成28）        | 63                 | 91                 | 154                | 6.0                                       | 5.2                                       | 6.7                                       |
| 2017（平成29）        | 64                 | 88                 | 152                | 5.9                                       | 5.3                                       | 6.6                                       |
| 2018（平成30）        | 61                 | 82                 | 143                | 5.6                                       | 5.0                                       | 6.2                                       |
| 2019（平成31/令和元） | 59                 | 79                 | 138                | 5.5                                       | 4.9                                       | 6.1                                       |

| 年￥定義       | 労働力人口 | 内閣府定義 | 厚労省定義 |
| -------------- | ---------- | ---------- | ---------- |
| 1991（平成03） | 2,109      | 182        | 62         |
| 1993（平成05） | 2,171      | 215        | 79         |
| 1995（平成07） | 2,213      | 248        | 94         |
| 1997（平成09） | 2,271      | 313        | 119        |
| 1999（平成11） | 2,272      | 385        | 143        |
| 2001（平成13） | 2,275      | 417        | 159        |
| 2003（平成15） | 2,200      | -          | 217        |
| 2005（平成17） | 2,137      | -          | 201        |
| 2007（平成19） | 2,036      | -          | 181        |
| 2009（平成21） | 1,931      | -          | 177        |

- 資料出所：子供・若者白書（内閣府）[21]/国民生活白書（内閣府）/労働白書[22]（厚労省）
- 厚労省定義の数値は2001年（平成13年）以前が1-12月の平均値であり、2002年（平成14年）以降は毎年2月の数値のため、その前後の数値は接続しない。
- 左の表は2018年に総務省の「労働力調査（詳細集計）」において、就業状態区分を一部変更したことから、2017年以前と2018年以降のフリーターの定義は異なっている。

厚生労働省が定義するフリーターの総人口は、1991年（平成3年）のバブル期には約62万人であったが、その後急増し、2003年（平成15年）には217万人に達した。その後2008年（平成20年）の約171万人まで緩やかに減少した。しかし世界金融危機により2011年の約184万人まで緩やかに増加したが、その年を境に減少した。2019年（平成31年/令和元年）の時点では約138万人となっている。

### 年齢階級別推移
| 年\年齢        | 15～19歳 | 20〜24歳 | 25〜29歳 | 30〜34歳 |
| -------------- | -------- | -------- | -------- | -------- |
| 1992（平成04） | 10.5     | 31.0     | 19.7     | 9.1      |
| 1996（平成08） | 13.7     | 46.1     | 28.1     | 12.4     |
| 2000（平成12） | 19.5     | 62.4     | 46.2     | 20.1     |
| 2004（平成16） | 25.5     | 88.5     | 62.4     | 37.2     |

### 業務内容
| 業務内容                       | 雇用者 | うち正社員 | うちパート アルバイト |
| ------------------------------ | ------ | ---------- | --------------------- |
| 責任ある仕事を任されている     | 77.4   | 81.8       | 65.2                  |
| 新しい仕事に取り組む機会がある | 51.0   | 53.9       | 43.2                  |
| 職業訓練を受ける機会がある     | 34.1   | 38.0       | 23.3                  |
| 業務を指導する立場にある       | 34.2   | 38.1       | 23.6                  |
| 部下がいる                     | 21.0   | 24.9       | 10.2                  |

フリーターは、パート・アルバイトで働いていても、正社員に比べ「責任ある仕事を任されている」「新しい仕事に取り組む機会」「職業訓練を受ける機会」の割合が低くなっている。

### 労働内容
リクルートワークス研究所が実施した「非典型雇用労働者調査2001」によると、フリーターの労働時間および労働内容は、週20時間未満が10.5%、20-40時間が37.9%、フルタイムが43.1%、フルタイムかつ正社員並みのスキルを持っているのは8.5%という結果が示されている。

### 意識
2002年（平成14年）現在フリーターになっている者（男性の9割以上、女性の7割以上）が定職に就くことを希望している。
| 性別＼希望 | 定職に就く | 現状を維持 | 家庭に入る | 他・無回答 |
| ---------- | ---------- | ---------- | ---------- | ---------- |
| 男性       | 90.9%      | 8.0%       | 0.0%       | 1.1%       |
| 女性       | 74.1%      | 19.8%      | 5.6%       | 0.4%       |
| 合計       | 78.8%      | 16.6%      | 4.1%       | 0.6%       |

職業能力の向上に向けた意識は、正社員に比べ低く、職業能力の向上はあまり期待できないとされる。一方で、これらの中では正社員並の仕事を任されている者もいるため、これらの層の職業能力をどう高めるかが、企業側の今後の課題として指摘されている。

### 高年齢化問題
いわゆる就職氷河期に大学卒業を迎えた者がそのままフリーターであり続けていることが要因で、フリーターは高年齢化が進行しているという。特に25-34歳の世代を、内閣府や厚生労働省は年長フリーターと呼んでいる。
また、35歳以上の高齢フリーターも増加しているが、統計にも含まれておらず、救済措置の対象からも外れている状況にある。
フリーターは一度なるとそのまま続く傾向にあり、抜け出しにくいことが、高年齢化の要因となっている。その要因としては、大半の企業が正社員の雇用として新卒一括採用を採っているために既卒者は正社員に就職する機会が少ないことと、短期のアルバイト等で培った技能や経験が職歴としてみなされず、むしろ学校を卒業してから何もしていないとみなされ、マイナス評価になることもあること、また「フリーターからの就職では長続きしない」「フリーターはトラブルを起こしやすい」といった採用側の固定観念および差別意識によって不採用になることが多いためである。ヤングハローワークも「フリーターは基本的に就業経験がないとみなされる状況にある。フリーターを一から教育できる体制の企業が少ないことと、年功序列の賃金体系では同世代との待遇調整が難しいことが、年長フリーターの就職を厳しくさせている」と同様の趣旨を述べている。
慶應義塾大学の樋口美雄の調査によれば、フリーターが5年後もフリーターでいる確率は、10-20代では50%台なのに対し、30代を超えると70%になるという。

### 少子化、養育放棄率の増加
| 所得         | 20〜24歳 | 25〜29歳 | 30〜34歳 | 35〜39歳 |
| ------------ | -------- | -------- | -------- | -------- |
| 〜99万円     | 0.7      | 0.6      | 10.8     | 12.8     |
| 100〜199万円 | 2.3      | 7.9      | 19.1     | 30.0     |
| 200〜299万円 | 4.2      | 11.4     | 25.2     | 37.9     |
| 300〜499万円 | 7.8      | 18.9     | 37.8     | 51.1     |
| 500〜699万円 | 8.2      | 28.9     | 50.5     | 62.4     |
| 700万円〜    | 10.3     | 27.1     | 52.0     | 70.7     |

樋口は（フリーターの増加は）「結婚率の低下や出生数の減少といった社会の活力を失わせる事態にもつながる」（より引用）と指摘している。
山田昌弘の見解では、「ずっとフリーターの状態から抜け出せないと、一生低収入、やりがいのない仕事が続き、将来への希望が持てない状態が続くことになる。これは社会の活力が失われる」とされる。
中小企業庁は、
- 正社員と非正社員とでは正社員の方が年収が多く、大きな格差があること
- パート・アルバイトは「結婚しない理由」にお金が無いことを挙げる割合が高いこと
- 「配偶者や子供がいる割合」は概ね所得の高い層に多く、所得が低くなるに従って未婚率が高くなる傾向があること

を示し、フリーターの増加が少子化を助長すると分析している。
その他にも、妊娠を隠して、パートやアルバイトをして、出産し、養育放棄するケースが問題化しており、社会的にも影響を与えている。

### 税収
フリーターは正社員より所得が低く納税額が少ないため、税収面で問題が生じるという指摘がある。しかし、人件費が浮く分企業の利益が増え、法人税収が増えるとされる。

## 対策
政府は2010年までに、フリーターをピーク時の8割（約174万人）に減少させるという目標を掲げている。政府がフリーター対策として検討しているものには、以下のようなものがある。
但し、最近までは若年者が35歳未満に限定されていて、35歳以上になると何ら対策がされていないも同然だった状態が長く続いていた。そのような批判もあったのか、最近では若年者を30歳代までに緩和する傾向が一部で見られており、40歳代以上への対策が今後課題になるものの、35歳以上のフリーター減少にも力を入れている。

### 就業支援
内閣府はフリーターに対する就業支援策として、職業能力の開発に主眼をおいた制度の拡充に取り組んでいる。しかし、多くのフリーターは「学習時間が固定されている」・「通学時間を確保できない」・「経済的なゆとりが無い」等の理由から、こうした制度を活用する事ができず、さらに踏み込んだ内容の支援策が求められている。

#### インターンシップ
学生が在学中に企業に赴き、職場体験を行う制度。フリーターになる要因の一つとして、働くことの意味を考える機会が少ないことが指摘されており、インターンシップ（インターン）で職場体験の機会を得ることによって、職業観を醸成することができるとされている。

#### トライアル雇用
原則3ヶ月の試用期間を経験し、その後、雇用主と求職者の双方の合意によって、正社員に採用されるという制度。2001年12月より実施。対象者は35歳未満、45歳以上、母子家庭の母などの求職者で、申し込みはハローワークを通じて行う。雇用主には奨励金が支給される等の利点があり、求職者には就職の機会が広がるという利点がある。ちなみに2004年度はこの制度を利用した人の8割（約3万人）が正社員として採用された。

#### ジョブカフェ
若年者を対象とする就業支援施設。ハローワークや都道府県、市町村、企業との連携による就職面接会「ジョブカフェスタ」や「就職基礎能力速成講座」など、就職に役立つセミナーなども開催されている。

#### 雇用における年齢制限の禁止
雇用対策法や平成16年12月に施行された高年齢者雇用安定法などにより、企業には雇用の際の年齢制限をしないという努力義務があったが、年齢制限による門前払いを防ぐため、自民・公明党による与党協議会で、雇用対策法改正案で年齢制限の禁止を努力義務から禁止事項にすることで合意している。この改正によって平成19年10月1日から労働者の募集・採用時に年齢制限を設けることが禁止された。
しかし、日本において応募者の年齢制限を設けない求人が義務付けられても、実際にどの応募者を採用するかは従来通り企業側の裁量に委ねられており、あくまでも若い人物だけを優先的に採用しようとする企業側の姿勢は従来と全く変わっていないため、募集・採用時の年齢制限の禁止が高年齢求職者の採用増加に結び付いているとは考えられないとする批判が強い。実際にも、新聞の求人広告や求人雑誌では、改正雇用対策法施行以降は具体的な年齢制限を記載していなくても、たとえば「20-30代活躍中」などと記載したり、若い従業員だけが働いている写真を求人広告に掲載することで、求人の年齢制限を間接的にアピールしている企業は極めて多く、また電話による求人の問い合わせの際にも、ほとんどの企業は例外なく応募者の年齢を尋ねており、一定以上の年齢の応募者に対しては年齢を聞いた時点で応募を拒否したり、形式だけは面接を行っても実際には色々な理屈を付けて採用しない等の差別行為を公然と続けている。また、公共職業安定所（ハローワーク）に提出される求人についても、「長期勤続によるキャリア形成のため」などの名目で合法的に年齢制限を設けることが可能であるため、改正雇用対策法は何の意味もなしていないとする批判も強い。
これに対し、年齢よりも本人の能力やキャリアが重視されるアメリカの社会においては、見た目や年齢を基準とする求人の差別を防ぐため、履歴書に応募者の年齢・生年月日・性別などを記入する欄はなく、また応募者の写真を貼る欄も存在しない。また、正式に採用が決まるまでは、企業側が応募者の年齢や生年月日を尋ねたり、応募者の年齢や生年月日を書面に書かせたり、応募者の年齢や生年月日が分かる物（身分証明書など）を提出させたりすることも法律で禁止されている。このようにアメリカと同じく「履歴書における年齢や生年月日の欄を撤廃すること」および「採用決定前に企業側が応募者の年齢や生年月日を尋ねる行為を禁止すること」を法律で定めない限り、日本の社会から年齢を基準とする求人の差別が減ることは有り得ないとする意見も存在する。

### 教育
文部科学省はフリーター増加の問題を受けて、学校教育における職業観の醸成や、職業能力の向上に注力している。その一例については後述するが、文部科学省が教育面を重視しているのは「若年層の就業意識の低下がフリーター増加の原因である」という考え方に基づくものである。

#### キャリア教育
文部科学省は、フリーター・ニートの増加が、若者のモラルの低下が主因であるとの判断から、通常の授業時間を削減し、企業側の要請に応じ、「職場体験」をはじめとしたキャリア教育を推進している。
代表的なものとして、同省の委託事業として小・中・高校の主に総合的な学習の時間などで「フリーター・ニートになる前に受けたい授業」と題する予防授業が2005年度・2006年度に専門学校講師・鳥居徹也によって実施されていた。しかし、このようなキャリア教育は不適切であるとする指摘もあり、現在は同省の委託事業ではなくなっている（ただし、助成金は付与されなくなったものの、この人物が個人で継続している）。

## 労働組合
従来は労働組合が企業別に組織されることが多く、フリーター（アルバイト）が加入する事例は僅かであった。しかし、近年は雇用形態に関係なく加入を呼びかける労働組合が増えつつある。また個人加盟が可能な労働組合にフリーターが加入する事例も増えつつある。代表的なものとして、フリーター全般労働組合がある。
既存組合も組織率の低下にともない、パート・アルバイトへの組合への加入を呼びかけているが、フリーターの労組加入率は極めて低い状態にある。

## 日本国外の雇用形態
EUやアメリカでは、同じ仕事に従事する人の中に、フルタイムで働く人と短時間で働く人がいるという感覚で、日本のような「正社員・非正社員」という概念が無いところが多い。労働者全員を同基準の待遇とすることで失業者の解消を目指すワークシェアリングを実施する国もある。韓国では日本の雇用形態と似た部分が多いが、フリーターとしての雇用形態はアルバイトやパートタイマ―、日雇い労働者のみである{直接雇用の契約社員・契約職員（限時的労働者）と間接雇用の請負（用役）・派遣労働者は非正規雇用労働者だが正社員と同様に就職したと扱われる}。

## 各国の対策
イギリスでは1979年に短時間労働者を対象とした操業短縮保障制度が、1987年にはフルタイム労働を分割してパートタイムを増加させることを目的とした作業分割制度が導入された。
オランダではワッセナー合意以降、パートタイマーの比率が83年の18.5%から2001年には33.0%に上昇し、失業率は2001年には2.4%まで下落、実質GDPの伸び率も2-4%の安定成長を実現した。
ドイツでは2001年のパートタイム労働及び有期労働契約法がある。同一労働同一賃金や、パートへの差別を禁止している。